# 1879 en Nouvelle-Écosse
Chronologie de la Nouvelle-Écosse
- 1875
- 1876
- 1877
- 1878
- 1879
- 1880
- 1881
- 1882
- 1883

Cette page concerne des événements survenus en 1879 dans la province canadienne de la Nouvelle-Écosse.

## Politique
- Premier ministre : Simon H. Holmes
- Chef de l'Opposition :
- Lieutenant-gouverneur : Adams George Archibald
- Législature :